# Mambarona congrua
Mambarona congrua är en fjärilsart som beskrevs av Walker 1862. Mambarona congrua ingår i släktet Mambarona och familjen snigelspinnare. Inga underarter finns listade i Catalogue of Life.